# Anisodes taiwana
Anisodes taiwana là một loài bướm đêm trong họ Geometridae.